# Dubyago (cràter)

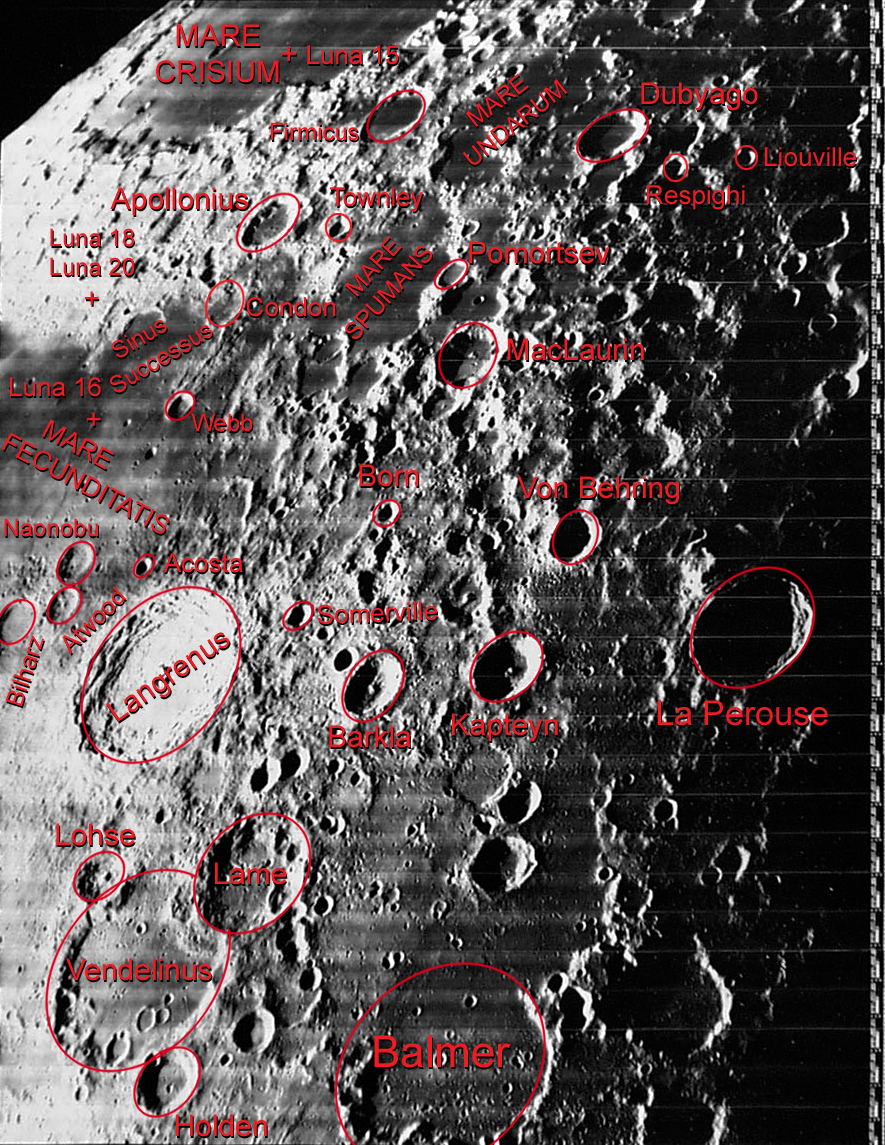
Localització de Dubyago (a dalt a la dreta)

Dubyago és un cràter d'impacte que es troba a l'extremitat oriental de la Lluna, que apareix de manera significativament en escorç vist des de la Terra. Està situat al llarg de la costa sud del Mare Undarum, al sud-est del cràter Firmicus.
Aquest cràter té un brocal una miqueta desgastat, que se submergeix al llarg de la vora nord fins a aconseguir un punt baix, i presenta la seva màxima altitud al llarg del costat oriental. No obstant això, l'aspecte més notable d'aquest cràter és la tonalitat fosca del sòl interior, que coincideix amb l'albedo del mare lunar situat al nord-oest. Aquest ombreig més fosc fa que el cràter destaqui una mica del seu entorn.
Dubyago té un nombre inusual de cràters satèl·lit (fins i tot a pesar que diversos d'ells han estat canviats de nom per la UAI). El més notable és Dubyago B, situat gairebé a la vora sud-oriental del cràter principal.
El nom d'aquest cràter també es transcriu com Dubiago en algunes publicacions.

## Cràters satèl·lit
Per convenció, aquests elements són identificats als mapes lunars posant la lletra al costat del punt mitjà del cràter que està més prop de Dubyago.
|         | \| Dubyago \| Coordenades \| Diàmetre \| \| ------- \| ---------------------------------- \| -------- \| \| B \| 2° 48′ N, 70° 12′ E / 2.8°N,70.2°E \| 36 km \| \| D \| 1° 24′ N, 71° 12′ E / 1.4°N,71.2°E \| 14 km \| \| E \| 1° 18′ N, 69° 00′ E / 1.3°N,69.0°E \| 12 km \| \| F \| 1° 48′ N, 69° 24′ E / 1.8°N,69.4°E \| 9 km \| \| G \| 1° 48′ N, 69° 00′ E / 1.8°N,69.0°E \| 9 km \| \| H \| 2° 18′ N, 69° 12′ E / 2.3°N,69.2°E \| 8 km \| \| J \| 2° 54′ N, 69° 36′ E / 2.9°N,69.6°E \| 11 km \| \| K \| 1° 30′ N, 68° 12′ E / 1.5°N,68.2°E \| 9 km \| \| L \| 1° 54′ N, 68° 06′ E / 1.9°N,68.1°E \| 7 km \| \| M \| 2° 30′ N, 68° 06′ E / 2.5°N,68.1°E \| 12 km \| \| N \| 1° 24′ N, 67° 00′ E / 1.4°N,67.0°E \| 7 km \| \| R \| 2° 30′ N, 66° 18′ E / 2.5°N,66.3°E \| 8 km \| \| T \| 4° 48′ N, 72° 18′ E / 4.8°N,72.3°E \| 9 km \| \| V \| 5° 54′ N, 70° 00′ E / 5.9°N,70.0°E \| 12 km \| \| W \| 6° 30′ N, 69° 54′ E / 6.5°N,69.9°E \| 9 km \| \| X \| 6° 30′ N, 73° 00′ E / 6.5°N,73.0°E \| 8 km \| \| I \| 4° 12′ N, 68° 12′ E / 4.2°N,68.2°E \| 7 km \| \| Z \| 3° 48′ N, 70° 54′ E / 3.8°N,70.9°E \| 9 km \| |          |
| Dubyago | Coordenades | Diàmetre |
| B       | 2° 48′ N, 70° 12′ E / 2.8°N,70.2°E | 36 km    |
| D       | 1° 24′ N, 71° 12′ E / 1.4°N,71.2°E | 14 km    |
| E       | 1° 18′ N, 69° 00′ E / 1.3°N,69.0°E | 12 km    |
| F       | 1° 48′ N, 69° 24′ E / 1.8°N,69.4°E | 9 km     |
| G       | 1° 48′ N, 69° 00′ E / 1.8°N,69.0°E | 9 km     |
| H       | 2° 18′ N, 69° 12′ E / 2.3°N,69.2°E | 8 km     |
| J       | 2° 54′ N, 69° 36′ E / 2.9°N,69.6°E | 11 km    |
| K       | 1° 30′ N, 68° 12′ E / 1.5°N,68.2°E | 9 km     |
| L       | 1° 54′ N, 68° 06′ E / 1.9°N,68.1°E | 7 km     |
| M       | 2° 30′ N, 68° 06′ E / 2.5°N,68.1°E | 12 km    |
| N       | 1° 24′ N, 67° 00′ E / 1.4°N,67.0°E | 7 km     |
| R       | 2° 30′ N, 66° 18′ E / 2.5°N,66.3°E | 8 km     |
| T       | 4° 48′ N, 72° 18′ E / 4.8°N,72.3°E | 9 km     |
| V       | 5° 54′ N, 70° 00′ E / 5.9°N,70.0°E | 12 km    |
| W       | 6° 30′ N, 69° 54′ E / 6.5°N,69.9°E | 9 km     |
| X       | 6° 30′ N, 73° 00′ E / 6.5°N,73.0°E | 8 km     |
| I       | 4° 12′ N, 68° 12′ E / 4.2°N,68.2°E | 7 km     |
| Z       | 3° 48′ N, 70° 54′ E / 3.8°N,70.9°E | 9 km     |

Els següents cràters han estat renombrats per la UAI:
- Dubyago C: Vegeu Respighi
- Dubyago P: Vegeu Pomortsev
- Dubyago Q: Vegeu Stewart
- Dubyago S: Vegeu Liouville
- Dubyago T: Vegeu Boethius